# 西國街道

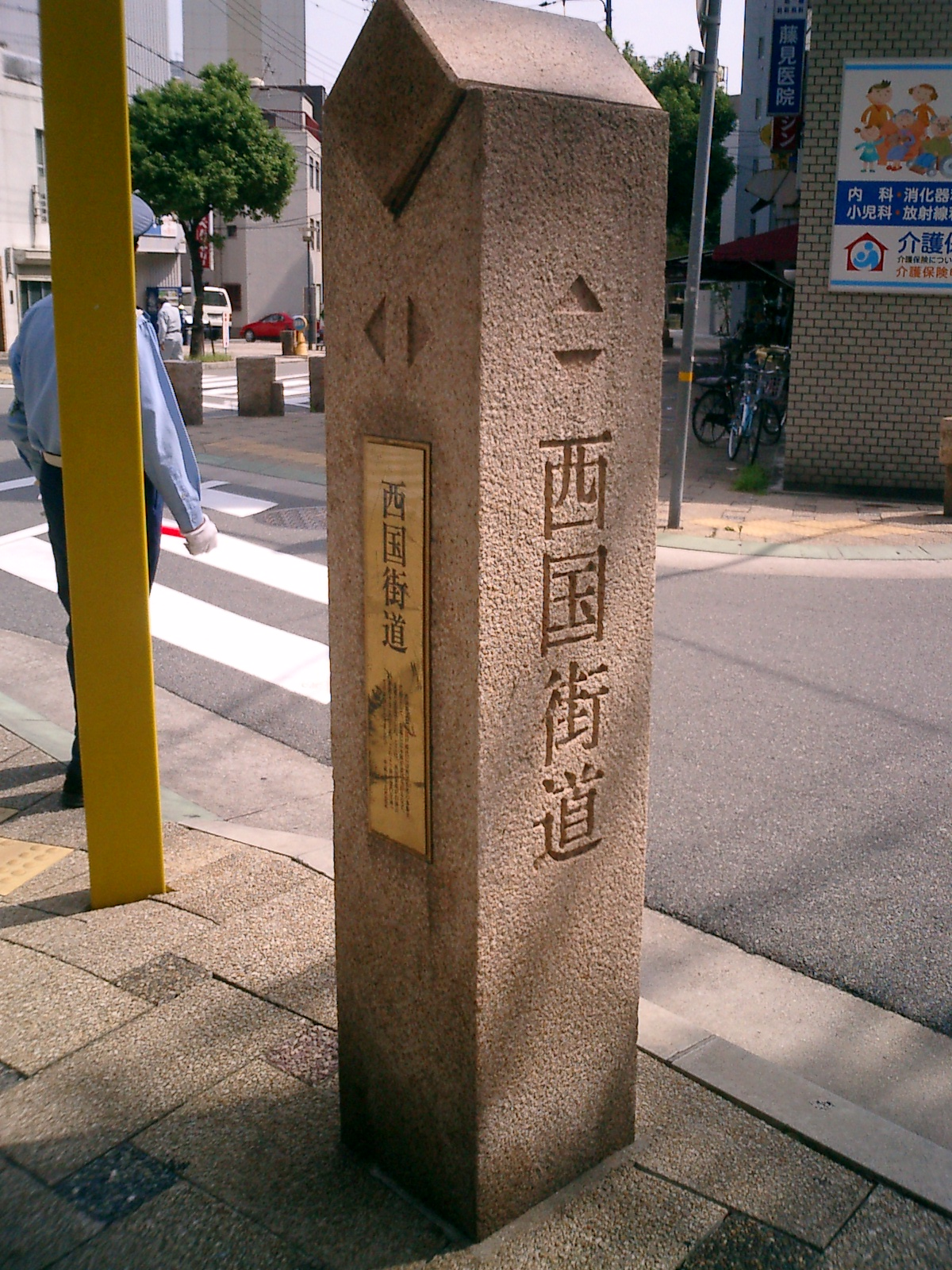
西國街道的指標

西國街道（Saigokukaidou）是江戶時代對山陽道的稱呼。經路由京都至下關，與律令時代整備的大路一致。

## 概要

### 山崎通
在京都和西宮間設有六宿站，分別是山崎宿（大山崎町・島本町）、芥川宿（高槻市）、郡山宿（茨木市）、瀨川宿（箕面市）、昆陽宿（伊丹市）、西宮宿（西宮市），此區間稱為山崎通、山崎街道、山崎路。
現在舊街道並行的國道171號線京都～神戶（西宮～神戶間為國道２號重複）間連結。另外，大阪和京都間的京街道和大阪和西宮間的中國街道經由整備，現在亦作為主要幹道。

### 德川道
幕末神戶港開港，為避免像外國人與大名行列引發的生麥事件一樣，於是開拓於石屋川（神戶市東灘區）到大藏谷（明石市）間迂回六甲山的西國往還付替道。開通3個月後的慶應4年（1868年）3月，設置迂回外國人居留地的道路，同時期參勤交代廢止，於是很少使用而被廢除。現在整備為摩耶山登山道的一部份，此4.7公里的道路稱為德川道。

## 宿場一覽

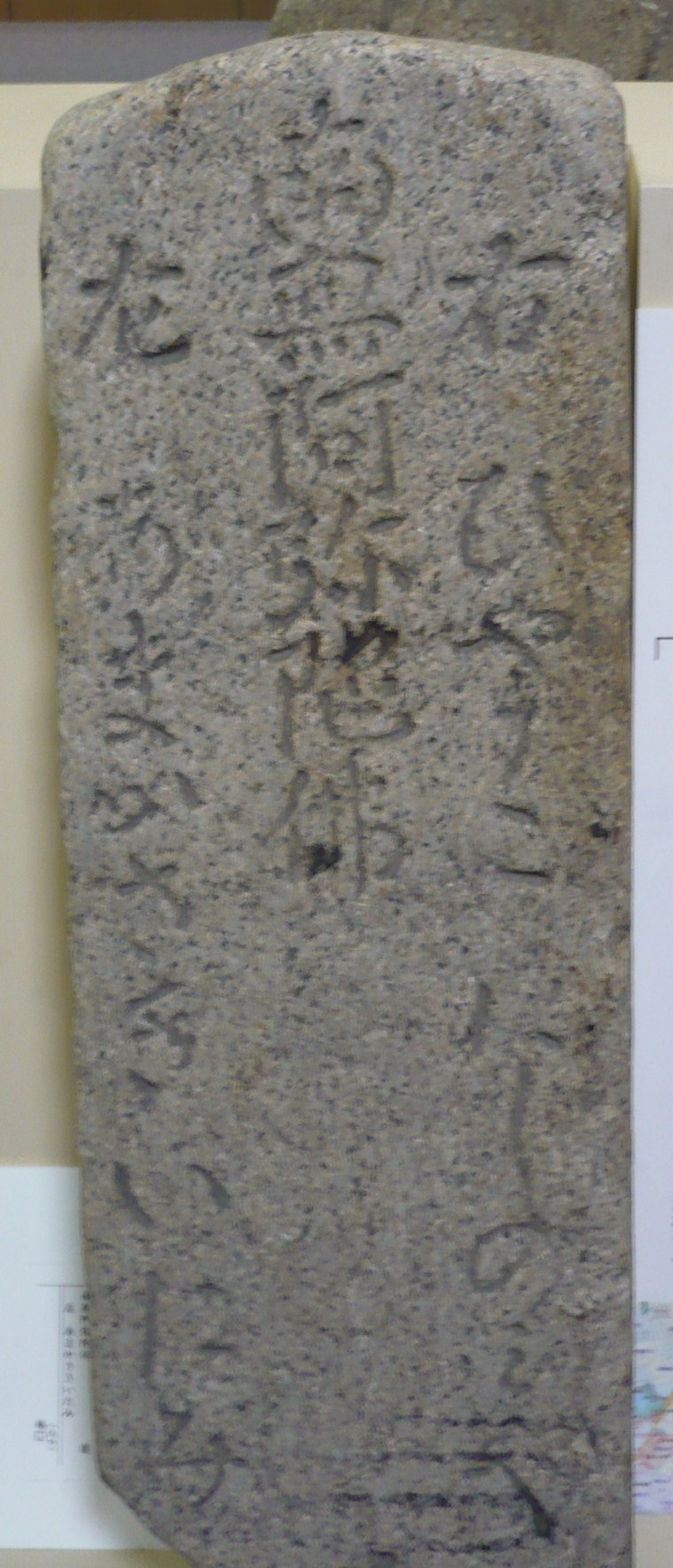
寛文9年銘道標（市指定文化財）

- 京都東寺

1. 山崎 （大山崎町・島本町）
2. 芥川 （高槻市）
3. 郡山 （茨木市） - 郡山宿本陣現存
4. 瀨川 （箕面市）
5. 昆陽 （伊丹市）
6. 西宮 （西宮市）
7. 大蔵谷 （明石市）
8. 加古川 （加古川市）
9. 御着 （姫路市）
10. 姫路 （姫路市）
11. 鵤（太子町 ）
12. 正條（龍野市）
13. 片島（龍野市）
14. 有年（赤穗市）
15. 三石（備前市）
16. 片上（備前市）
17. 藤井（岡山市）
18. 岡山（岡山市）
19. 板倉（岡山市）
20. 川邊（倉敷市）
21. 矢掛（矢掛町）
22. 七日市（井原市）
23. 高屋（井原市）
24. 神邊（福山市）
25. 今津（福山市）
26. 尾道（尾道市）
27. 三原（三原市）
28. 本郷（三原市）
29. 四日市（東廣島市）
30. 海田市（海田町）
31. 廣島（廣島市）
32. 廿日市（廿日市市）
33. 玖波（大竹市）
34. 關戶（岩國市）
35. 玖珂（岩國市）
36. 高森（岩國市）
37. 今市（周南市）
38. 呼坂（周南市）
39. 久保市（下松市）
40. 花岡（下松市）
41. 德山（周南市）
42. 福川（周南市）
43. 富海（防府市）
44. 宮市（防府市）
45. 小郡（山口市）
46. 山中（宇部市）
47. 船木（宇部市）
48. 厚挾市（山陽小野田市）
49. 吉田（下關市）
50. 小月（下關市）
51. 長府（下關市）

- 下關（下關市）

## 關連項目
- 西國
- 山陽道
- 山陽自動車道
- 國道2號